# Großer Preis von Österreich 1975
Der Große Preis von Österreich 1975 (offiziell XIII Memphis Großer Preis von Österreich) fand am 17. August auf dem Österreichring in der Nähe von Zeltweg statt und war das zwölfte Rennen der Automobil-Weltmeisterschaft 1975. Das Rennen hatte auch den FIA-Ehrentitel Großer Preis von Europa.

## Berichte

### Hintergrund
Vor seinem Heimrennen hatte Niki Lauda 17 Punkte Vorsprung in der Weltmeisterschaftswertung gegenüber seinem Verfolger Carlos Reutemann. Titelverteidiger Emerson Fittipaldi fehlten bei noch drei ausstehenden WM-Läufen 18 Punkte auf den Österreicher.
30 Teilnehmer wurden für das Rennwochenende gemeldet und nahmen am Training teil.
Das Team Surtees, das den Großen Preis von Deutschland wegen Schäden am Werkswagen ausgelassen hatte, kehrte nach erfolgreicher Reparatur wieder mit dem Stammfahrer John Watson ins Teilnehmerfeld zurück, woraufhin Lotus anstatt mit Watson ein weiteres Mal mit Brian Henton neben Stammfahrer Ronnie Peterson antrat.
Rolf Stommelen, der beim Großen Preis von Spanien schwer verunglückt war, kehrte ins Team Embassy Hill zurück, woraufhin Alan Jones sein Cockpit räumen musste. Ebenfalls nach mehrmonatiger Abstinenz wagte Chris Amon ein Comeback in der Formel 1 am Steuer eines zweiten Werks-Ensign.
Bei Shadow wurde einer der beiden Werkswagen mit einem V12-Motor von Matra bestückt. Dieser wurde von Jean-Pierre Jarier pilotiert, während sein Teamkollege Tom Pryce weiterhin mit dem herkömmlichen Ford-V8-Triebwerk an den Start ging.
Zwei Piloten debütierten an diesem Wochenende in der Formel 1. Dies waren Jo Vonlanthen als Paydriver im zweiten Williams sowie Brett Lunger, der den zweiten Werks-Hesketh pilotierte, während die Warsteiner Brauerei weiterhin den Einsatz von Harald Ertl finanzierte, von nun an allerdings in Form eines Privatteams.

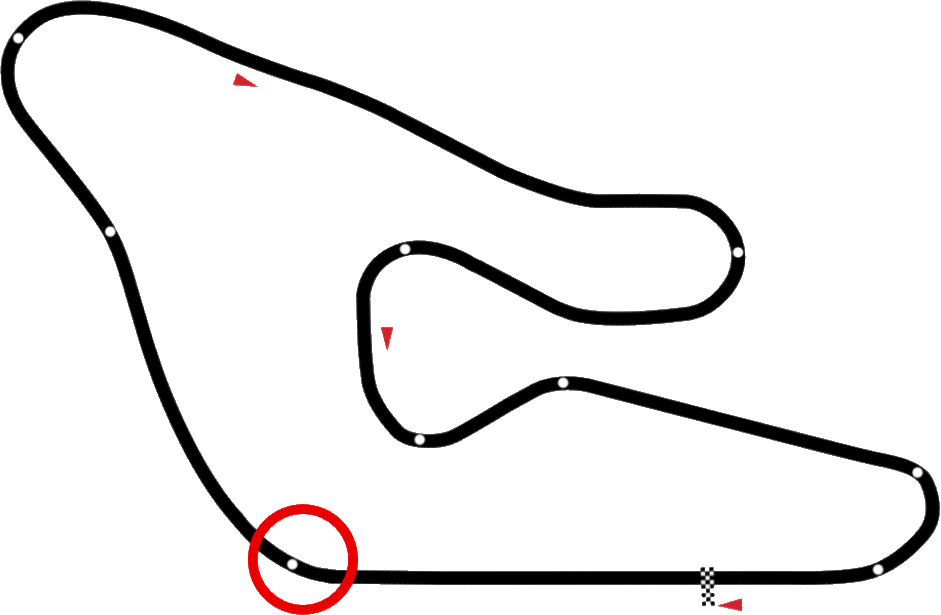
Unfallort von Mark Donohue

### Training
Zum siebten Mal in dieser Saison sicherte sich Lauda die Pole-Position. James Hunt erreichte mit einer um knapp eine Zehntelsekunde langsameren Trainingszeit den zweiten Platz in der ersten Startreihe. Es folgten Emerson Fittipaldi und Hans-Joachim Stuck, die sich die zweite Reihe teilten. Dahinter qualifizierten sich Clay Regazzoni, Carlos Pace, Patrick Depailler und Vittorio Brambilla.
Bereits vor dem eigentlichen Rennen wurde das Wochenende von zwei schweren Unfällen überschattet. Wilson Fittipaldi zog sich Knochenbrüche an einer Hand zu, als er mit seinem Copersucar während des Trainings verunfallte. Im Warm-Up vor dem Rennen ereignete sich jedoch ein noch weitaus dramatischerer Vorfall. Mark Donohue kam aufgrund eines Reifenschadens in der schnellen Vöst-Hügel-Kurve, die damals noch nicht durch eine Bremsschikane modifiziert war, von der Strecke ab und prallte gegen die Leitplanken sowie gegen eine Werbetafel. Zwei Streckenposten wurden dabei schwer verletzt. Einer von ihnen starb später. Donohue war zunächst bei Bewusstsein, verlor dieses jedoch wenig später auf dem Weg ins Krankenhaus nach Graz. Am Dienstag nach dem Rennen erlag er dort seinen schweren Verletzungen.

### Rennen
Kurz vor dem Start verdichteten sich die Wolken über der Rennstrecke und es begann an manchen Abschnitten des Kurses bereits heftig zu regnen. Die Fahrzeuge wurden auf Regenreifen umgerüstet. Der Start wurde hierfür um einige Minuten verschoben.
Lauda ging vor Hunt und dem gut gestarteten Depailler in Führung. Es folgten Stuck, Fittipaldi, Brambilla und Scheckter. Der Italiener beeindruckte, indem er bereits während der ersten Umläufe an Fittipaldi, Stuck und Depailler vorbeizog und dadurch den dritten Rang einnahm.
In der 15. Runde gelangten sowohl Hunt als auch Brambilla an Lauda vorbei und verschafften sich sogar einen deutlichen Vorsprung vor ihm. Als Hunt in der 19. Runde auf den zu überrundenden Brett Lunger auflief, nutzte Brambilla die sich ihm bietende Chance und zog an beiden Fahrzeugen vorbei an die Spitze.
Während sich die Wetterbedingungen sukzessive verschlechterten, dachten die Veranstalter über einen Rennabbruch nach. Bereits ausgefallene Teilnehmer, die die schwierigen Sichtverhältnisse und die rutschige Strecke aus dem Cockpit heraus erlebt hatten, bestärkten sie in dieser Entscheidung.
Am Ende der 29. Runde wurde das Rennen schließlich abgebrochen. Der Führende Brambilla wurde davon völlig überrascht und riss während des Überfahrens der Ziellinie jubelnd die Arme nach oben. Dabei verlor er die Kontrolle über seinen Wagen und schlug in die Leitplanken ein. Er schaffte es jedoch, auf die Strecke zurückzukehren und absolvierte die Ehrenrunde mit deutlich demoliertem Fahrzeug.
Dies war der zweite Sieg für einen Wagen des Herstellers March. Da Jackie Stewarts Erfolg beim Großen Preis von Spanien 1970 allerdings unter der Regie des damaligen Kundenteams Tyrrell zustande  gekommen war, handelte es sich nun um den ersten Sieg des March-Werksteams.
Für Brambilla war dies der erste und einzige Grand-Prix-Sieg seiner Karriere. Gleichzeitig war dies seine einzige Podestplatzierung und er hatte zum einzigen Mal die schnellste Rennrunde absolviert. Pryce, der hinter Hunt Dritter wurde, bestieg ebenfalls erstmals das Podest. Da weniger als 75 Prozent der ursprünglich geplanten Renndistanz absolviert worden waren, wurde gemäß den Regularien nur die halbe Punktzahl vergeben.
Lauda musste in den beiden noch ausstehenden Rennen lediglich noch einen einzigen Punkt holen, um Weltmeister zu werden. Sollte ihm dies nicht gelingen, hätte Reutemann nur im Falle von zwei Siegen den Titel sicher.

## Meldeliste
| Team                            | Nr. | Fahrer             | Chassis           | Motor                    | Reifen |
| ------------------------------- | --- | ------------------ | ----------------- | ------------------------ | ------ |
| Marlboro Team Texaco            | 01  | Emerson Fittipaldi | McLaren M23       | Ford Cosworth DFV 3.0 V8 | G      |
| Marlboro Team Texaco            | 02  | Jochen Mass        | McLaren M23       | Ford Cosworth DFV 3.0 V8 | G      |
| Elf Team Tyrrell                | 03  | Jody Scheckter     | Tyrrell 007       | Ford Cosworth DFV 3.0 V8 | G      |
| Elf Team Tyrrell                | 04  | Patrick Depailler  | Tyrrell 007       | Ford Cosworth DFV 3.0 V8 | G      |
| John Player Team Lotus          | 05  | Ronnie Peterson    | Lotus 72E         | Ford Cosworth DFV 3.0 V8 | G      |
| John Player Team Lotus          | 06  | Brian Henton       | Lotus 72E         | Ford Cosworth DFV 3.0 V8 | G      |
| Martini Racing                  | 07  | Carlos Reutemann   | Brabham BT44B     | Ford Cosworth DFV 3.0 V8 | G      |
| Martini Racing                  | 08  | Carlos Pace        | Brabham BT44B     | Ford Cosworth DFV 3.0 V8 | G      |
| Beta Team March                 | 09  | Vittorio Brambilla | March 751         | Ford Cosworth DFV 3.0 V8 | G      |
| Lavazza March                   | 10  | Hans-Joachim Stuck | March 751         | Ford Cosworth DFV 3.0 V8 | G      |
| Lavazza March                   | 29  | Lella Lombardi     | March 751         | Ford Cosworth DFV 3.0 V8 | G      |
| Scuderia Ferrari SpA SEFAC      | 11  | Clay Regazzoni     | Ferrari 312T      | Ferrari 015 3.0 F12      | G      |
| Scuderia Ferrari SpA SEFAC      | 12  | Niki Lauda         | Ferrari 312T      | Ferrari 015 3.0 F12      | G      |
| Stanley B.R.M.                  | 14  | Bob Evans          | BRM P201          | BRM P200 3.0 V12         | G      |
| UOP Shadow Racing Team          | 16  | Tom Pryce          | Shadow DN5        | Ford Cosworth DFV 3.0 V8 | G      |
| UOP Shadow Racing Team          | 17  | Jean-Pierre Jarier | Shadow DN7        | Matra MS73 3.0 V12       | G      |
| Team Surtees                    | 18  | John Watson        | Surtees TS16      | Ford Cosworth DFV 3.0 V8 | G      |
| Frank Williams Racing Cars      | 20  | Jo Vonlanthen      | Iso-Marlboro FW03 | Ford Cosworth DFV 3.0 V8 | G      |
| Frank Williams Racing Cars      | 21  | Jacques Laffite    | Williams FW04     | Ford Cosworth DFV 3.0 V8 | G      |
| Embassy Racing with Graham Hill | 22  | Rolf Stommelen     | Hill GH1          | Ford Cosworth DFV 3.0 V8 | G      |
| Embassy Racing with Graham Hill | 23  | Tony Brise         | Hill GH1          | Ford Cosworth DFV 3.0 V8 | G      |
| Hesketh Racing                  | 24  | James Hunt         | Hesketh 308       | Ford Cosworth DFV 3.0 V8 | G      |
| Hesketh Racing                  | 25  | Brett Lunger       | Hesketh 308       | Ford Cosworth DFV 3.0 V8 | G      |
| Vel’s Parnelli Jones Racing     | 27  | Mario Andretti     | Parnelli VPJ4     | Ford Cosworth DFV 3.0 V8 | G      |
| Penske Cars                     | 28  | Mark Donohue       | March 751         | Ford Cosworth DFV 3.0 V8 | G      |
| Copersucar-Fittipaldi           | 30  | Wilson Fittipaldi  | Copersucar FD03   | Ford Cosworth DFV 3.0 V8 | G      |
| HB Bewaking Team Ensign         | 31  | Chris Amon         | Ensign N175       | Ford Cosworth DFV 3.0 V8 | G      |
| HB Bewaking Team Ensign         | 33  | Roelof Wunderink   | Ensign N174       | Ford Cosworth DFV 3.0 V8 | G      |
| Warsteiner Brewery              | 32  | Harald Ertl        | Hesketh 308       | Ford Cosworth DFV 3.0 V8 | G      |
| Maki Engineering                | 35  | Tony Trimmer       | Maki F101C        | Ford Cosworth DFV 3.0 V8 | G      |

## Klassifikationen

### Startaufstellung
| Pos. | Fahrer             | Konstrukteur    | Zeit    | Ø-Geschwindigkeit | Start |
| ---- | ------------------ | --------------- | ------- | ----------------- | ----- |
| 01   | Niki Lauda         | Ferrari         | 1:34,85 | 224,350 km/h      | 01    |
| 02   | James Hunt         | Hesketh-Ford    | 1:34,97 | 224,067 km/h      | 02    |
| 03   | Emerson Fittipaldi | McLaren-Ford    | 1:35,21 | 223,502 km/h      | 03    |
| 04   | Hans-Joachim Stuck | March-Ford      | 1:35,38 | 223,103 km/h      | 04    |
| 05   | Clay Regazzoni     | Ferrari         | 1:35,41 | 223,033 km/h      | 05    |
| 06   | Carlos Pace        | Brabham-Ford    | 1:35,71 | 222,334 km/h      | 06    |
| 07   | Patrick Depailler  | Tyrrell-Ford    | 1:35,78 | 222,172 km/h      | 07    |
| 08   | Vittorio Brambilla | March-Ford      | 1:35,80 | 222,125 km/h      | 08    |
| 09   | Jochen Mass        | McLaren-Ford    | 1:36,12 | 221,386 km/h      | 09    |
| 10   | Jody Scheckter     | Tyrrell-Ford    | 1:36,14 | 221,340 km/h      | 10    |
| 11   | Carlos Reutemann   | Brabham-Ford    | 1:36,43 | 220,674 km/h      | 11    |
| 12   | Jacques Laffite    | Williams-Ford   | 1:37,60 | 218,029 km/h      | 12    |
| 13   | Ronnie Peterson    | Lotus-Ford      | 1:37,61 | 218,006 km/h      | 13    |
| 14   | Jean-Pierre Jarier | Shadow-Matra    | 1:37,62 | 217,984 km/h      | 14    |
| 15   | Tom Pryce          | Shadow-Ford     | 1:37,64 | 217,939 km/h      | 15    |
| 16   | Tony Brise         | Hill-Ford       | 1:37,69 | 217,828 km/h      | 16    |
| 17   | Brett Lunger       | Hesketh-Ford    | 1:37,87 | 217,427 km/h      | 17    |
| 18   | John Watson        | Surtees-Ford    | 1:37,96 | 217,227 km/h      | 18    |
| 19   | Mario Andretti     | Parnelli-Ford   | 1:37,97 | 217,205 km/h      | 19    |
| 20   | Wilson Fittipaldi  | Copersucar-Ford | 1:38,14 | 216,829 km/h      | DNS   |
| 21   | Mark Donohue       | March-Ford      | 1:38,19 | 216,719 km/h      | DNS   |
| 22   | Lella Lombardi     | March-Ford      | 1:38,43 | 216,190 km/h      | 20    |
| 23   | Brian Henton       | Lotus-Ford      | 1:38,72 | 215,555 km/h      | DNS   |
| 24   | Chris Amon         | Ensign-Ford     | 1:38,75 | 215,490 km/h      | 21    |
| 25   | Bob Evans          | B.R.M.          | 1:39,53 | 213,801 km/h      | 22    |
| 26   | Rolf Stommelen     | Hill-Ford       | 1:39,56 | 213,736 km/h      | 23    |
| 27   | Harald Ertl        | Hesketh-Ford    | 1:40,72 | 211,275 km/h      | 24    |
| 28   | Roelof Wunderink   | Ensign-Ford     | 1:42,58 | 207,444 km/h      | 25    |
| 29   | Jo Vonlanthen      | Williams-Ford   | 1:42,80 | 207,000 km/h      | 26    |
| DNQ  | Tony Trimmer       | Maki-Ford       | 1:44,88 | 202,895 km/h      | –     |

### Rennen
| Pos. | Fahrer             | Konstrukteur  | Runden | Stopps | Zeit       | Start | Schnellste Runde |
| ---- | ------------------ | ------------- | ------ | ------ | ---------- | ----- | ---------------- |
| 01   | Vittorio Brambilla | March-Ford    | 29     | 0      | 0:57:56:69 | 08    | 1:53,90          |
| 02   | James Hunt         | Hesketh-Ford  | 29     | 0      | + 27,03    | 02    |                  |
| 03   | Tom Pryce          | Shadow-Ford   | 29     | 0      | + 34,85    | 15    |                  |
| 04   | Jochen Mass        | McLaren-Ford  | 29     | 0      | + 1:12,66  | 09    |                  |
| 05   | Ronnie Peterson    | Lotus-Ford    | 29     | 1      | + 1:23,33  | 13    |                  |
| 06   | Niki Lauda         | Ferrari       | 29     | 0      | + 1:30,28  | 01    |                  |
| 07   | Clay Regazzoni     | Ferrari       | 29     | 0      | + 1:39,07  | 05    |                  |
| 08   | Jody Scheckter     | Tyrrell-Ford  | 28     | 1      | + 1 Runde  | 10    |                  |
| 09   | Emerson Fittipaldi | McLaren-Ford  | 28     | 0      | + 1 Runde  | 03    |                  |
| 10   | John Watson        | Surtees-Ford  | 28     | 0      | + 1 Runde  | 18    |                  |
| 11   | Patrick Depailler  | Tyrrell-Ford  | 28     | 0      | + 1 Runde  | 07    |                  |
| 12   | Chris Amon         | Ensign-Ford   | 28     | 0      | + 1 Runde  | 21    |                  |
| 13   | Brett Lunger       | Hesketh-Ford  | 28     | 0      | + 1 Runde  | 17    |                  |
| 14   | Carlos Reutemann   | Brabham-Ford  | 28     | 0      | + 1 Runde  | 11    |                  |
| 15   | Tony Brise         | Hill-Ford     | 28     | 0      | + 1 Runde  | 16    |                  |
| 16   | Rolf Stommelen     | Hill-Ford     | 27     | 0      | + 2 Runden | 23    |                  |
| 17   | Lella Lombardi     | March-Ford    | 26     | 0      | + 3 Runden | 20    |                  |
| –    | Roelof Wunderink   | Ensign-Ford   | 25     | 0      | NC         | 25    |                  |
| –    | Harald Ertl        | Hesketh-Ford  | 23     | 0      | DNF        | 24    |                  |
| –    | Jacques Laffite    | Williams-Ford | 21     | 0      | DNF        | 12    |                  |
| –    | Carlos Pace        | Brabham-Ford  | 17     | 1      | DNF        | 06    |                  |
| –    | Jo Vonlanthen      | Williams-Ford | 14     | 0      | DNF        | 26    |                  |
| –    | Hans-Joachim Stuck | March-Ford    | 10     | 0      | DNF        | 04    |                  |
| –    | Jean-Pierre Jarier | Shadow-Matra  | 10     | 0      | DNF        | 14    |                  |
| –    | Bob Evans          | B.R.M.        | 2      | 0      | DNF        | 22    |                  |
| –    | Mario Andretti     | Parnelli-Ford | 1      | 0      | DNF        | 19    |                  |

## WM-Stände nach dem Rennen
Die ersten sechs des Rennens bekamen Punkt(e) – aufgrund des Abbruchs des Rennens vor Erreichen von 60 % der geplanten Renndistanz jedoch nur die Hälfte des üblichen Wertes: 4½, 3, 2, 1½, 1 bzw. ½ Punkt. In der Konstrukteurswertung zählten nur die Punkte des bestplatzierten Fahrers eines Teams. Es zählten nur die besten sieben Ergebnisse aus den ersten acht Rennen und die besten fünf aus den letzten sechs Rennen. Streichresultate sind in Klammern gesetzt.

### Fahrerwertung
| Pos. | Fahrer             | Konstrukteur              | Punkte |
| ---- | ------------------ | ------------------------- | ------ |
| 01   | Niki Lauda         | Ferrari                   | 51,5   |
| 02   | Carlos Reutemann   | Brabham-Ford              | 34     |
| 03   | Emerson Fittipaldi | McLaren-Ford              | 33     |
| 04   | James Hunt         | Hesketh-Ford              | 28     |
| 05   | Carlos Pace        | Brabham-Ford              | 24     |
| 06   | Jody Scheckter     | Tyrrell-Ford              | 19     |
| 07   | Clay Regazzoni     | Ferrari                   | 16     |
| 08   | Jochen Mass        | McLaren-Ford              | 16     |
| 09   | Patrick Depailler  | Tyrrell-Ford              | 12     |
| 10   | Tom Pryce          | Shadow-Ford               | 7      |
| 11   | Vittorio Brambilla | March-Ford                | 6,5    |
| 12   | Jacques Laffite    | Williams-Ford             | 6      |
| 13   | Mario Andretti     | Parnelli-Ford             | 5      |
| 14   | Ronnie Peterson    | Lotus-Ford                | 4      |
| 15   | Mark Donohue †     | Penske-Ford               | 4      |
| 16   | Jacky Ickx         | Lotus-Ford                | 3      |
| 17   | Alan Jones         | Hesketh-Ford / Hill-Ford  | 2      |
| 18   | Jean-Pierre Jarier | Shadow-Ford               | 1,5    |
| 19   | Tony Brise         | Williams-Ford / Hill-Ford | 1      |
| 20   | Gijs van Lennep    | Ensign-Ford               | 1      |
| 21   | Lella Lombardi     | March-Ford                | 0,5    |
| 22   | Rolf Stommelen     | Lola-Ford / Hill-Ford     | 0      |
| 23   | John Watson        | Surtees-Ford              | 0      |
| 24   | Harald Ertl        | Hesketh-Ford              | 0      |

| Pos. | Fahrer                | Konstrukteur                 | Punkte |
| ---- | --------------------- | ---------------------------- | ------ |
| 25   | Bob Evans             | B.R.M.                       | 0      |
| 26   | Graham Hill           | Lola-Ford                    | 0      |
| 27   | Torsten Palm          | Hesketh-Ford                 | 0      |
| 28   | Wilson Fittipaldi     | Copersucar-Ford              | 0      |
| 29   | Guy Tunmer            | Lotus-Ford                   | 0      |
| 30   | Chris Amon            | Ensign-Ford                  | 0      |
| 31   | Ian Scheckter         | Tyrrell-Ford / Williams-Ford | 0      |
| 32   | Jean-Pierre Jabouille | Tyrrell-Ford                 | 0      |
| 33   | Eddie Keizan          | Lotus-Ford                   | 0      |
| 34   | Brett Lunger          | Hesketh-Ford                 | 0      |
| 35   | Dave Charlton         | McLaren-Ford                 | 0      |
| 36   | Damien Magee          | Williams-Ford                | 0      |
| 37   | Brian Henton          | Lotus-Ford                   | 0      |
| 38   | John Nicholson        | Lyncar-Ford                  | 0      |
| 39   | Dave Morgan           | Surtees-Ford                 | 0      |
| –    | Arturo Merzario       | Williams-Ford                | 0      |
| –    | Mike Wilds            | B.R.M.                       | 0      |
| –    | Roelof Wunderink      | Ensign-Ford                  | 0      |
| –    | François Migault      | Hill-Ford                    | 0      |
| –    | Vern Schuppan         | Hill-Ford                    | 0      |
| –    | Hans-Joachim Stuck    | March-Ford                   | 0      |
| –    | Jim Crawford          | Lotus-Ford                   | 0      |
| –    | Jo Vonlanthen         | Williams-Ford                | 0      |

### Konstrukteurswertung
| Pos. | Konstrukteur  | Punkte  |
| ---- | ------------- | ------- |
| 01   | Ferrari       | 54,5    |
| 02   | Brabham-Ford  | 51 (53) |
| 03   | McLaren-Ford  | 41      |
| 04   | Hesketh-Ford  | 28      |
| 05   | Tyrrell-Ford  | 24      |
| 06   | Shadow-Ford   | 8,5     |
| 07   | March-Ford    | 7,5     |
| 08   | Lotus-Ford    | 7       |
| 09   | Williams-Ford | 6       |

| Pos. | Konstrukteur    | Punkte |
| ---- | --------------- | ------ |
| 10   | Parnelli-Ford   | 5      |
| 11   | Hill-Ford       | 3      |
| 12   | Penske-Ford     | 2      |
| 13   | Ensign-Ford     | 1      |
| 14   | Lola-Ford       | 0      |
| 15   | Surtees-Ford    | 0      |
| 16   | B.R.M.          | 0      |
| 17   | Copersucar-Ford | 0      |
| –    | Lyncar-Ford     | 0      |